# Imrich Gablech
Imrich Gablech (4. listopadu 1915 Hrachovište, Uhersko, Rakousko-Uhersko – 16. prosince 2016 Havlíčkův Brod) byl československý vojenský pilot, účastník druhé světové války.

## Život
Narodil se Danielovi a Anně Gablechovým v Hrachovišti na Slovensku. Po ukončení gymnázia v Novém Městě nad Váhem studoval letectví na školách v Chebu a Prostějově. Po ukončení výcviku nastoupil v říjnu 1937 k 3. leteckému pluku v Piešťanech.
Po rozpadu Československa a vzniku Slovenského štátu se stal příslušníkem slovenské armády. Protože ale se vznikem státu v područí Německa nesouhlasil (navíc už předtím měl konflikt s členy Hlinkovy gardy), uletěl 7. července 1939 se sedmi dalšími důstojníky do Polska, kde získal azyl a v červenci se stal příslušníkem polského letectva, v němž bojoval na začátku druhé světové války. Mezitím byl na Slovensku odsouzen k 20 letům a pak k doživotnímu trestu odnětí svobody. Po obsazení Polska se snažil Imrich Gablech s dalšími čtyřmi vojáky odletět do Rumunska, byl ale 18. září 1939 zajat příslušníky Rudé armády a zatčen.
Za údajnou špionáž byl odsouzen na pět let nucených prací v pracovním táboře. Nejprve byl v manganorudném dole u města Marhanec. V květnu 1940 byl převezen do lágru Pečora (PečorLag) v autonomní sovětské socialistické republice Komi. Zde se v tábře č. 19 asi 700 vězňů podílelo na stavbě železnice Pečora-Vorkuta. Jeho trest byl po vzpouře v táboře prodloužen v roce 1941 o dalších deset let. Imrich Gablech během pobytu v gulagu ztratil asi 30 kilogramů a následkem podvýživy dočasně oslepl.
Po napadení SSSR byl v září 1941 propuštěn. V roce 1941 mohl odjet lodí do Velké Británie, kam přijel 13. října. Zde nastoupil do RAF, kde se formovaly Československé perutě. Kvůli zhoršenému zdraví nemohl bojovat jako pilot, ale pracoval jako dispečer. Na počátku srpna 1945 službu v RAF ukončil v britské hodnosti Flying Officer (nadporučík letectva). Poté se vrátil do Československa jako podporučík letectva v záloze. V roce 1949 byl propuštěn z armády, byl vyšetřován, ale nakonec nebyl uvězněn. Do armády se ale vrátit nemohl a musel vykonávat dělnická povolání. V roce 1970 odešel do důchodu a od té doby žil v Havlíčkově Brodě, kde také ve svých 101 letech zemřel. Pohřeb s vojenskými poctami se uskutečnil 28. prosince 2016 v havlíčkobrodském kostele Nanebevzetí Panny Marie, projev přednesl Eduard Stehlík.
V roce 2005 vydal autobiografii Hallo, airfield-control, go ahead! (Spomienky vojnového pilota).

## Ocenění
Imrich Gablech byl nositelem mnoha československých, českých, slovenských, polských a britských válečných vyznamenání, mj. Řádu bílého lva, Pamětní medaile československé armády v zahraničí, Československého válečného kříže 1939 a Kříže za chrabrost.